# Polop
Polop è un comune spagnolo situato nella comunità autonoma Valenciana.